# Боборыка
Боборы́ка (фонетические варианты Бобары́ка, Баборы́ка, Бабары́ка, Бобори́ка, Бобари́ка, Бабори́ка, Бабари́ка; формы Боборы́к, Бобары́к, Баборы́к, Бабары́к, Бабари́к) — русское полное прозвищное мужское личное имя. Первое письменное упоминание зафиксировано во второй половине XV века. Использовалось до конца XVII — начала XVIII века, пока не было полностью запрещено правительством Петра I в числе других нецерковных имён.

## Этимология
Имя собственное Боборыка происходит от имени нарицательного боборыка — головастая рыба. По аналогии с головастой рыбой могли звать человека с непропорционально большой, увеличенной головой. Слово боборыка могло иметь и другие значения, утраченные современным русским языком.

### Ошибочная версия
С. Б. Веселовский в статье о Бобарыке в «Ономастиконе» приводит для сравнения слово бабалыка — неряха, неопрятная женщина, которое некоторыми исследователями ошибочно принято за версию происхождения имени.

## Выявленные носители
- Фёдор Андреевич Бобарыка Гавшин-Кобылин — упоминается во второй половине XV века[4].
- Бабарика Фролов — казак в Новгород-Северском, упоминается в 1605 году[7].

## Фамилии, образованные от имени
Большое количество фонетических вариантов и форм имени породило столь же разнообразные фамилии.

### Украинские фамилии

#### Прозвищные фамилии
Более ранние по происхождению в сравнении с русскими украинские прозвищные фамилии зафиксировали все варианты прозвищного имени Боборыка как фамилии: Боборыка, Бобарыка, Баборыка, Бабарыка, Боборика, Бобарика, Баборика, Бабарика, Боборык, Бобарык, Баборык, Бабарык, Бабарик.

#### Патронимные фамилии
От нескольких вариантов имени Боборыка были образованы украинские патронимные фамилии: Боборы́ко, Бобары́ко, Баборы́ко, Бабары́ко, Бобори́ко, Бобари́ко, Бабори́ко, Бабари́ко.

### Русские патронимные фамилии
Посредством суффиксов -ин и -ов от всех вариантов прозвищного имени Боборыка произошли русские патронимные фамилии: Боборыкин, Боборыков, Бобарыкин, Бобарыков, Баборыкин, Баборыков, Бабарыкин, Бабарыков, Боборикин, Бобориков, Бобарикин, Бобариков, Баборикин, Бабориков, Бабарикин, Бабариков.

## Населённые пункты
- Бабарика (Крупский район), Минская область, Белоруссия.
- Бабарики (Козелецкий район), Черниговская область, Украина.
- Боборыкино (Лебедянский район), Липецкая область, Российская Федерация.
- Боборыкино (Лотошинский район), Московская область, Российская Федерация.
- Боборыкино (Подольский район), Московская область, Российская Федерация.
- Боборыкино, Сердобский район), Пензенская область, Российская Федерация.
- Боборыкино (Шадринский район), Курганская область, Российская Федерация.
- Боборыкино (), Ярославская область, Российская Федерация.